# Ophiacantha atopostoma
Ophiacantha atopostoma är en ormstjärneart som beskrevs av Hubert Lyman Clark 1911. Ophiacantha atopostoma ingår i släktet Ophiacantha och familjen knotterormstjärnor. Inga underarter finns listade i Catalogue of Life.